# Middle of the Night (сингл Monsta X)
«Middle of the Night» — сингл южнокорейского бой-бэнда Monsta X, выпущенный 6 декабря 2019 года на лейблах Epic Records и Sony Music Entertainment

## Предыстория и выпуск
«Middle of the Night» четвёртый сингл с первого англоязычного альбома All About Luv. Впервые Monsta X начали выпускать синглы для альбома во время своего третьего тура We Are Here World Tour. Композиция «Who Do U Love?» стала первым синглом, он вышел 14 июня 2019 года.Также они презентовали ещё два сингла «Love U» и «Someone’s Someone».
После выпуска и продвижения английских синглов, коллектив начал продвигаться в Корее с альбомом Follow: Find You. 31 октября группу покинул Вонхо в связи с обвинениями в употреблении наркотиков. 5 декабря был выпущена песня «Middle of the Night» на музыкальных платформах, в этот же день бой-бэнд в своих социальных сетях объявил о том, их англоязычный альбом будет представлен 14 февраля 2020 года. На следующий день на официальный YouTube-канал группы была залита аудиоверсия трека, а также тизер к видеоклипу, вышедший 7 декабря. В этот же день, 7 декабря прошло первое выступление с композицией на B96 Jingle Bell Bash, далее на шоу iHeartRadio 9 декабря, а 11 и 13 декабря в Филадельфии и Нью-Йорке соответственно. А 12 декабря на шоу Live With Kelly and Ryan.

## Жанр и тематика композиции
Все участники группы приняли участие в написании композиции, в том числе и Вонхо. Также в написании песни приняли участие продюсеры Али Паями и Джон Митчелл. Несмотря на уход Вонхо, его голос присутствует в сингле.Трек является более спокойным, по сравнению с прошлыми более мощным по своему звучанию релизами группы. Его темой является «непреодолимые мысли об отношениях» после расставания, участники коллектива также отметили, что композиция «передает мысль о том, что могло бы быть, если бы все пошло по-другому». В нём присутствуют звуки синтезаторов и электронные биты. Перед припевом Вонхо поёт: «But who? I don’t wanna know. Where you wanna go, Who you’re taking home», а Чжухон продолжает: «'Cause I can’t lose everything I know. I hate sleeping alone. I’m picking up the phone». Сам припев поёт Кихён и Шону: «And I’ll be on the way in the middle of the night. It’s something in the way you’ve been running my mind. If you want me to stay for the rest of my life. You got me».

## Обложка
Обложка сингла соответствует обложки альбома All About Luv. 6 декабря, на официальный YouTube-канал группы была выложена аудиоверсия, в котором изображена другая версия обложки. На ней шестеро участников группы стоят на улице, а на асфальте есть лужа. В ней фанаты группы заметили Вонхо рядом с Минхёком и Шону.

## Список композиций
| №  | Название              | Авторы                                                                   | Длительность |
| -- | --------------------- | ------------------------------------------------------------------------ | ------------ |
| 1. | «Middle of the Night» | Шону, Кихён, Хёнвон, I.M, Вонхо, Минхёк, Чжухон, Али Паями, Джон Митчелл | 2:46         |